# Julieta Lanteri
Julia Magdalena Ángela Lanteri (nombre de nacimiento: Giulia Maddalena Angela Lanteri) (Briga Marittima, Italia, 22 de marzo de 1873 -Buenos Aires, 25 de febrero de 1932), conocida como Julieta Lanteri, fue una médica y política ítaloargentina.
En 1886 ingresó al Colegio Nacional de La Plata, lo que la habilitaba para ingresar a la Universidad. En 1891 optó por estudiar medicina, una profesión vedada a las mujeres, pero a la cual pudo acceder por permiso especial del Dr. Leopoldo Montes de Oca. Se convirtió en la quinta médica recibida en Argentina y, junto con la primera egresada en esa casa de estudios, la Dra. Cecilia Grierson, fundó la Asociación de Universitarias Argentinas. Se perfeccionó en el Hospital Ramos Mejía. En 1911 fue la primera mujer que votó en Argentina. Luego, en 1918, fundaría el Partido Feminista Nacional.
Julieta se encaminó a los estudios del bachillerato para forjar el ingreso a la Facultad de Medicina de donde egresó como médica en 1907. Interesada en especializarse en salud mental, intentó una adscripción como docente en la Cátedra de Psiquiatría que le fue denegada con la excusa de su condición de extranjera, pero fue por el hecho de ser mujer. Más tarde, y aún antes de que lo hiciera Cecilia Grierson, se presentó como candidata a Profesora suplente y fue entonces el propio Consejo de la Facultad el que no hizo lugar a la solicitud.

## Activismo político

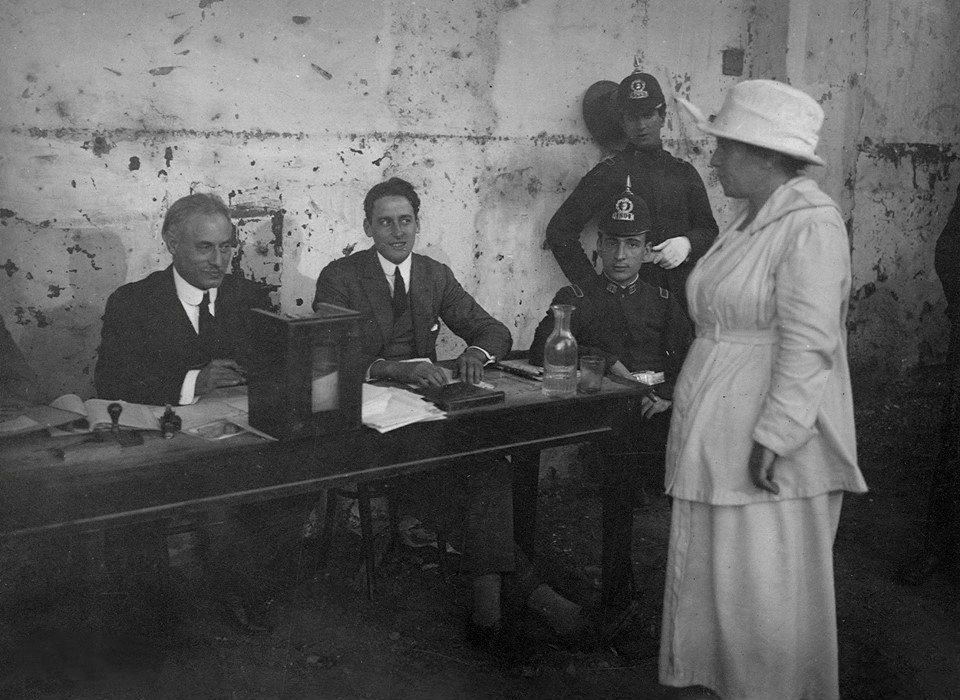
Julieta Lanteri llegando a los comicios para depositar su voto, 1911

Desde inicios de 1900, Julieta participó en círculos y escribió en publicaciones masónicas. Su texto “La mujer y el librepensamiento” fue editado por el Rito Azul; eran proclives a la admisión femenina en sus filas, y muy probablemente Julieta ingresara a esta organización cumpliendo con la complicada liturgia de la iniciación.
En 1906, asistió al Congreso Internacional del Libre Pensamiento que se hizo en Buenos Aires y contó con la presencia de otras feministas como Raquel Camaña, Elvira Rawson de Dellepiane, Petrona Eyle, Sara Justo, Cecilia Grierson y Adelia Di Carlo. El Congreso la expuso a ideas ligadas a obtener la igualdad de sexos, la igualdad política y el divorcio.
La entidad tuvo su sede en el barrio del Pilar, en la propia casa de Julieta en Suipacha a la altura del 700. Los seis puntos a seguir:
1. Derechos políticos para la mujer argentina o ciudadanizada.
2. Igualdad de derechos civiles y legales para ambos sexos.
3. Divorcio absoluto.
4. Educación mixta laica, igual para ambos sexos.
5. Derechos del niño y del menor.
6. Dignificación del trabajo, supresión de la servidumbre.

En mayo de 1910 organizó, junto a otras mujeres, el Congreso Femenino Internacional que tuvo como sede a Buenos Aires. Se presentaron trabajos de mujeres de todo el mundo referidos a temáticas de género, como derechos civiles y políticos, divorcio, educación, cultura, economía, etc. Fue el primer evento de este tipo que mostró al mundo, de manera concreta, la organización feminista y las propuestas para modificar las situaciones de inferioridad que vivían las mujeres.

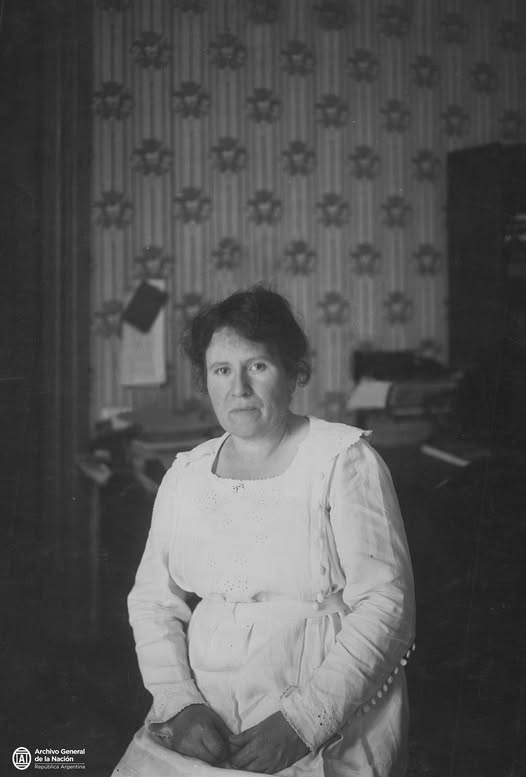
Primera mujer que logró votar en Argentina y América Latina, quinta mujer en recibirse de médica, precursora de los Derechos de la Mujer, fundadora y candidata por el Partido Feminista Nacional

A raíz de los festejos del Centenario, tuvo lugar otro congreso de mujeres, elaborado por aquellas que no avalaron el Congreso Femenino Internacional. Estas mujeres poseían atributos conservadores y muchas tenían una clara identidad religiosa católica; además de que su pertenencia de clase remitía a la elite. 
En 1911 la Municipalidad de Buenos Aires convocó a los vecinos para que actualizaran sus datos en los padrones, en vistas a las elecciones municipales de concejales. Llamó a que lo hicieran «los ciudadanos mayores, residentes en la ciudad, que tuvieran un comercio o industria o ejercieran una profesión liberal y pagasen impuestos». Lanteri advirtió que nada se decía sobre el sexo y prosiguió a solicitar su inscripción en la justicia. El juez resolvió a favor de ella y expresó: «Como juez tengo el deber de declarar que su derecho a la ciudadanía está consagrado por la Constitución y, en consecuencia, que la mujer goza en principio de los mismos derechos políticos que las leyes, que reglamentan su ejercicio, acuerdan a los ciudadanos varones, con las únicas restricciones que, expresamente, determinen dichas leyes, porque ningún habitante está privado de lo que ellas no prohíben». El 26 de noviembre, votó en el atrio de la Parroquia San Juan Evangelista de La Boca. El historiador y político Adolfo Saldías se desempeñaba como presidente de mesa y cuándo Lanteri votó la saludó y se congratuló «por ser el firmante del documento del primer sufragio de una mujer en el país y en Sudamérica». Lanteri se dirigió a La Nación y a La Prensa, por entonces los medios más leídos y contó el hecho. Al día siguiente, la novedad apareció en los diarios.
Poco después, el Concejo Deliberante porteño sancionó una ordenanza donde especificaba que el empadronamiento se basaba en el registro del servicio militar, y por consiguiente excluía a las mujeres. Julieta Lanteri se presentó ante registros militares de la Capital Federal para solicitar ser enrolada y hasta acudió al Ministro de Guerra y Marina, pero su petición fue rechazada.
En 1919 se postuló para ocupar una banca en la Cámara de Diputados de la Nación y alegó ante la junta electoral: «la Constitución Nacional emplea la designación genérica de ciudadano sin excluir a las personas de mi sexo, no exigiendo nada más que condiciones de residencia, edad y honorabilidad, dentro de las cuales me encuentro, concordando con ello la ley electoral, que no cita a la mujer en ninguna de sus excepciones». La junta accedió a su reclamo y Lanteri compitió por una banca en el Congreso como diputada, convirtiéndose así en la primera mujer candidata en la Argentina. En su plataforma prometió luchar para sancionar una licencia por maternidad, prohibir la venta de alcohol, otorgar un subsidio por hijo, abolir la pena de muerte y establecer la igualdad entre hijos legítimos e hijos ilegítimos. Obtuvo 1730 votos de los 154 302. Al no ser legalizada para ingresar al parlamento organizó y encabezó en Plaza Flores el primer simulacro de votación callejera. Este meeting congregó más de dos mil personas, y llamó la atención de las feministas en el mundo. A principios de 1920, el senador Juan B. Justo la incluyó en su lista del Partido Socialista junto a Alicia Moreau de Justo.

Mis actos son una afirmación de mi conciencia que me dice que cumplo con mi deber: una afirmación de mi independencia que satisface mi espíritu y no se somete a falsas cadenas de esclavitud moral e intelectual, y una afirmación de mi sexo, del cual estoy orgullosa y para el cual quiero luchar.
Julieta Lanteri.

Lanteri siguió adelante, fundó el Partido Feminista Nacional por el que se postuló a legisladora en varias oportunidades. En 1924, año en que triunfó el Dr. Alfredo Palacios, Julieta lo siguió en cantidad de votos obtenidos. No fue poca cosa, y a partir de allí comenzó a ganarse aún más enemigos. 
Los principios de su partido se incorporaron a partidos nacionales en San Juan y Mendoza. Previó golpes totalitarios en Sudamérica, disertando en la Universidad Nacional de La Plata y se entrevistó con  Marcelo T. de Alvear para comentarle alternativas antiautoritarias. Bregó por derechos y mejoras laborales femeninas e infantiles. 
Vivió en Buenos Aires, La Plata, Olivos y Quilmes, lugares donde cultivó la amistad con Alfonsina Storni, Alfredo Palacios, José Ingenieros, entre muchas personalidades. La que fue su última vivienda se conserva en Berazategui, donde funciona una panadería. El Museo Histórico y Natural de esa ciudad conserva algunos pocos objetos de ella.

## La obtención de la ciudadanía de las mujeres
En 1911 la Municipalidad de Buenos Aires convocó a los vecinos para que actualizaran sus datos en los padrones, en vistas a las elecciones municipales de concejales. Llamó a que lo hicieran «los ciudadanos mayores, residentes en la ciudad, que tuvieran un comercio o industria o ejercieran una profesión liberal y pagasen impuestos». Lanteri advirtió que nada se decía sobre el sexo y prosiguió a solicitar su inscripción en la justicia. El juez resolvió a favor de ella.
Para conseguir la ciudadanía contó con el apoyo de su marido, Alberto Renshaw –de origen alemán y más joven que Julieta, del que casi nada se sabe–, quién brindó el necesario consentimiento ya que el Código Civil así lo disponía. En virtud de la normativa jurídica del período las mujeres eran consideradas incapaces y se exigía el consentimiento del cónyuge para la mayoría de los actos privados y públicos. A la sentencia favorable del juez se interpuso un recurso que finalmente hizo que Julieta Lanteri obtuviera la ciudadanía argentina. Y consiguió no solo ser inscripta en el padrón electoral correspondiente, sino que sufragó en las elecciones para la renovación del Concejo Deliberante de Buenos Aires el 26 de noviembre de 1911.
Votó en el atrio de la parroquia San Juan Evangelista de La Boca. El historiador y político Adolfo Saldías se desempeñaba como presidente de mesa y cuándo Lanteri votó la saludó y se congratuló «por ser el firmante del documento del primer sufragio de una mujer en el país y en Sudamérica». Lanteri se dirigió a La Nación y a La Prensa, por entonces los medios más leídos y contó el hecho. Al día siguiente, la novedad apareció en los diarios. Mientras tanto, 1911 marca también el surgimiento de la Liga Pro Derechos de la Mujer y del Niño que creó con otras mujeres entre las que se distinguía Raquel Camaña, quien la ayudó a impulsar los Congresos del Niño que sesionaron en el período.
Poco después, el Concejo Deliberante porteño sancionó una ordenanza donde especificaba que el empadronamiento se basaba en el registro del servicio militar, y por consiguiente excluía a las mujeres. Julieta Lanteri se presentó ante registros militares de la Capital Federal para solicitar ser enrolada y hasta acudió al Ministro de Guerra y Marina, pero su petición fue rechazada. Con el apoyo de la Unión Feminista Nacional, del Comité Pro Derecho del Sufragio Femenino, de la importante entidad de Elvira Rawson, de algunos grupos militantes de La Boca, Barracas y Balvanera, y con una pequeña organización en locales barriales presentó su candidatura como diputada nacional en las elecciones del 23 de marzo de 1919. Su programa asimilaba muchas propuestas del socialismo y del librepensamiento, pero contenía las reivindicaciones del feminismo más progresista del momento: derecho al voto, horario reducido para las trabajadoras mujeres, salarios iguales, divorcio absoluto, jubilaciones y retiros para los trabajadores, igualdad para los hijos sin distinción de legítimos o no, educación y cuidados para la niñez, abolición de la prostitución y de la pena de muerte. Además, la prohibición de la producción de bebidas alcohólicas, licencia por maternidad, representación total de las minorías en los órdenes, municipal, provincial y nacional. 
Alegó ante la junta electoral: «la Constitución Nacional emplea la designación genérica de ciudadano sin excluir a las personas de mi sexo, no exigiendo nada más que condiciones de residencia, edad y honorabilidad, dentro de las cuales me encuentro, concordando con ello la ley electoral, que no cita a la mujer en ninguna de sus excepciones». La junta accedió a su reclamo y Lanteri compitió por una banca en el Congreso como diputada, convirtiéndose así en la primera mujer candidata en la Argentina. Obtuvo 1730 votos de los 154 302.7 Al no ser legalizada para ingresar al parlamento organizó y encabezó en Plaza Flores el primer simulacro de votación callejera. Este meeting congregó más de dos mil personas, y llamó la atención de las feministas en el mundo. A principios de 1920, el senador Juan B. Justo la incluyó en su lista del Partido Socialista junto a Alicia Moreau de Justo.
Julieta se presentó a votar en la Plaza Flores. En esta ocasión se presentaron más de 150 mil votantes y pudo conseguir 1730 votos, aunque la Liga Nacional del Librepensamiento había retaceado la colaboración a su candidatura. Pasados los comicios, este agrupamiento se dirigió a los comités, logias y adherentes de la causa a través de una circular en la que, si bien genero el reconocimiento nacional e internacional por la actuación de Julieta que “sin partido organizado” había obtenido ese interesante número de votos, hacía una severa advertencia sobre la necesidad de que el movimiento a favor de los derechos femeninos se apoyara en ambos sexos.
La oposición a partidos femeninos por parte de la Liga Nacional del Librepensamiento contribuyó a convencerla más aún de que era necesaria la creación de una nueva fuerza política que no disimulara la adhesión a los principios del feminismo para hacer frente a la exigencia de extender los derechos políticos y civiles, y surgió así el Partido Feminista Nacional, cuyo órgano de expresión fue el periódico Nuestra Causa.
El partido perduraría exclusivamente hasta la obtención del derecho al sufragio y luego dejaría en libertad de escoger nuevas inscripciones partidarias. En efecto, junto con el reclamo de creación de un “registro de la vecindad”, de la “municipalización de los principales servicios públicos”, “la supresión de todo impuesto municipal”, se escalaba la cuestión “de un impuesto único progresivo a la tierra libre de mejoras”, “precios máximos de los principales artículos de alimentación y de consumo”. Se sostenía la creación de un Conservatorio de artes (con sucursales seccionales) y de un Teatro infantil, así como salas populares de espectáculos y de deportes.
El 2 de agosto de 1919, Julieta junto con otras compañeras se presentó no solo ante las dependencias militares del sur de la ciudad, sino ante el propio Ministro de Guerra, demandando la inscripción de los respectivos registros. La negativa fue rotunda. Se propuso un acontecimiento tan sorprendente como el de ensayar en el mes de marzo un sufragio femenino en diversos lugares de Buenos Aires. Fue entonces cuando Caras y Caretas publicó el 6 de marzo la propaganda destinada a este evento resumida en dos viñetas elocuentes. En una de ellas, aparecía un hombre bebiendo con el siguiente mensaje: "¡Qué absurdo! Este haragán alcoholista es según la ley administrador del hogar". En la otra, se observaba una mujer planchando ropa y en este caso el aviso sentenciaba: "Mientras su esposa con su trabajo lo mantiene, no puede legalmente disponer de lo que gana". En ambos reclamos rezaba la consigna: "La mujer argentina reclama la modificación del Código Civil".
Lanteri fue propuesta como diputada por su propia fuerza política, uno de los grupos más resueltos a la realización de este simulacro, pero el entusiasmo por la experiencia, más allá del cálculo acerca de quienes concitaron la voluntad de los votantes, invadió a la mayoría de los agrupamientos feministas. La jornada del 7 de marzo se desarrolló en casi todas las barriadas porteñas aprovechando en gran medida la estructura del Partido Socialista, y debe evitarse el olvido de por lo menos las mujeres más activas, aquellas que se dispusieron a atender las mesas durante la larga jornada.
Las elecciones municipales porteñas de noviembre de 1920, las autoridades electorales denegaron validez a la participación de Julieta Lanteri. Para evidenciar el disgusto –y la tozudez– de las mujeres movilizadas, estas volvieron a repetir la ficción eleccionaria el 24 de noviembre a poco de producido el fallo de la Junta Electoral. Lo notable ahora era el considerable aumento de mujeres concurrentes a las urnas ya que llegaron casi a 6 mil; y sus preferencias se expresaron aún más fuertemente hacia las candidaturas de varones socialistas (el consagrado Partido Socialista sumó 2.426 votos y el de Palacios alcanzó 330), mientras crecía de modo espectacular el número de votos de la izquierda radicalizada –esta vez los internacionalistas se hicieron con casi 500 sufragios– a la vez que la saga de Julieta disminuyó, pues recogió 459 votos.
En 1924, año en que triunfó el Dr. Alfredo Palacios, Julieta lo siguió en cantidad de votos obtenidos. No fue poca cosa, y a partir de allí comenzó a ganarse aún más enemigos. Los principios de su partido se incorporaron a partidos nacionales en San Juan y Mendoza. Previó golpes totalitarios en Sudamérica, disertando en la Universidad Nacional de La Plata y se entrevistó con Marcelo T. de Alvear para comentarle alternativas antiautoritarias. Bregó por derechos y mejoras laborales femeninas e infantiles.

## Contexto político de su activismo
En 1896 el socialismo se erigió como fuerza partidaria. Se trató de la primera fuerza partidaria que insufló el aliento a la participación política de las mujeres y sus representantes fueron defensores destacados de los derechos femeninos. Su programa contemplaba la elevación intelectual de los trabajadores y de las mujeres y la extensión a estas del derecho de ciudadanía. Mujeres como Carolina Muzzilli, que tuvo una notable actuación a favor de los derechos de las obreras, y Raquel Messina, una egresada de la Escuela Normal de La Plata que se distinguió en la enseñanza.
El Centro Socialista Femenino impulsó la primera ley relacionada con el trabajo femenino e infantil, se manifestó favorablemente en relación al divorcio y las escuelas públicas. Gabriela Laperrière fue artífice del proyecto de protección de las mujeres trabajadoras y los niños, cuya sanción se debió a la iniciativa de Alfredo Palacios en 1907. Hacía 1913 Fenia Chertkoff y otras adherentes socialistas dieron vida a la Asociación Biblioteca y Recreos Infantiles. Alicia Moreau de Justo estuvo al frente de la Revista Humanidad Nueva con la intención de elevar intelectualmente a la clase obrera.
El anarquismo, por su parte, veía entre los oprimidos a las mujeres, y se debe a este el empeño para hacerlas conscientes de su condición, comenzando por el sometimiento doméstico. Para ellas, el feminismo representaba los valores burgueses, ya que procuraban derechos que formaban parte del orden que deseaban aniquilar. Algunos de los diarios eran La Voz de la Mujer y Nuestra Tribuna, una publicación dedicada a las mujeres que vio la luz en los años 20 gracias a Juana Rouco Buela.
Otra fuerza política fue la Unión Cívica Radical a la que nunca le faltó la adhesión de las mujeres, pero su reconocimiento fue menguando. Aunque no debe perderse de vista que se le debe la iniciativa del voto femenino en 1919.  Tras la I Guerra Mundial  y la  Revolución de Octubre, apareció en el país una nueva fuerza política, el Partido Comunista; al que tampoco le faltaron las adhesiones femeninas, que se reclutaban entre las trabajadoras.
Esas primeras décadas fueron muy auspiciosas para el feminismo; uno de sus logros fue la primera modificación de la incapacidad civil de las mujeres. En 1901, Elvira López, produjo la primera tesis en la Facultad de Filosofía y Letras de la UBA. Junto con sus hermanas Ernestina y Matilde adhirió a esta posición política. Y aunque dicha tesis exhibía prevenciones sobre el voto de las mujeres y ciertos reparos en la relación con el desempeño económico femenino -pues exaltaba las responsabilidades maternales- abogo por los derechos civiles, y esta pionera tesis constituye un acto revelador a favor del reconocimiento de las mujeres.

## Muerte
El 23 de febrero de 1932, cuando caminaba por la Diagonal Norte, en pleno microcentro de Buenos Aires, un automovilista la golpeó y huyó. Después de dos días, el 25 de febrero, murió a los cincuenta y ocho años en el hospital. Unas mil personas acompañaron su funeral.  Los diarios acompañaron su deceso con mucho respeto y los homenajes abundaron. El diario Crítica la recordó como una figura destacada que se había ganado popularidad y el afecto del pueblo. La Nación le dedicó una interesante necrológica, incluyendo una foto. 

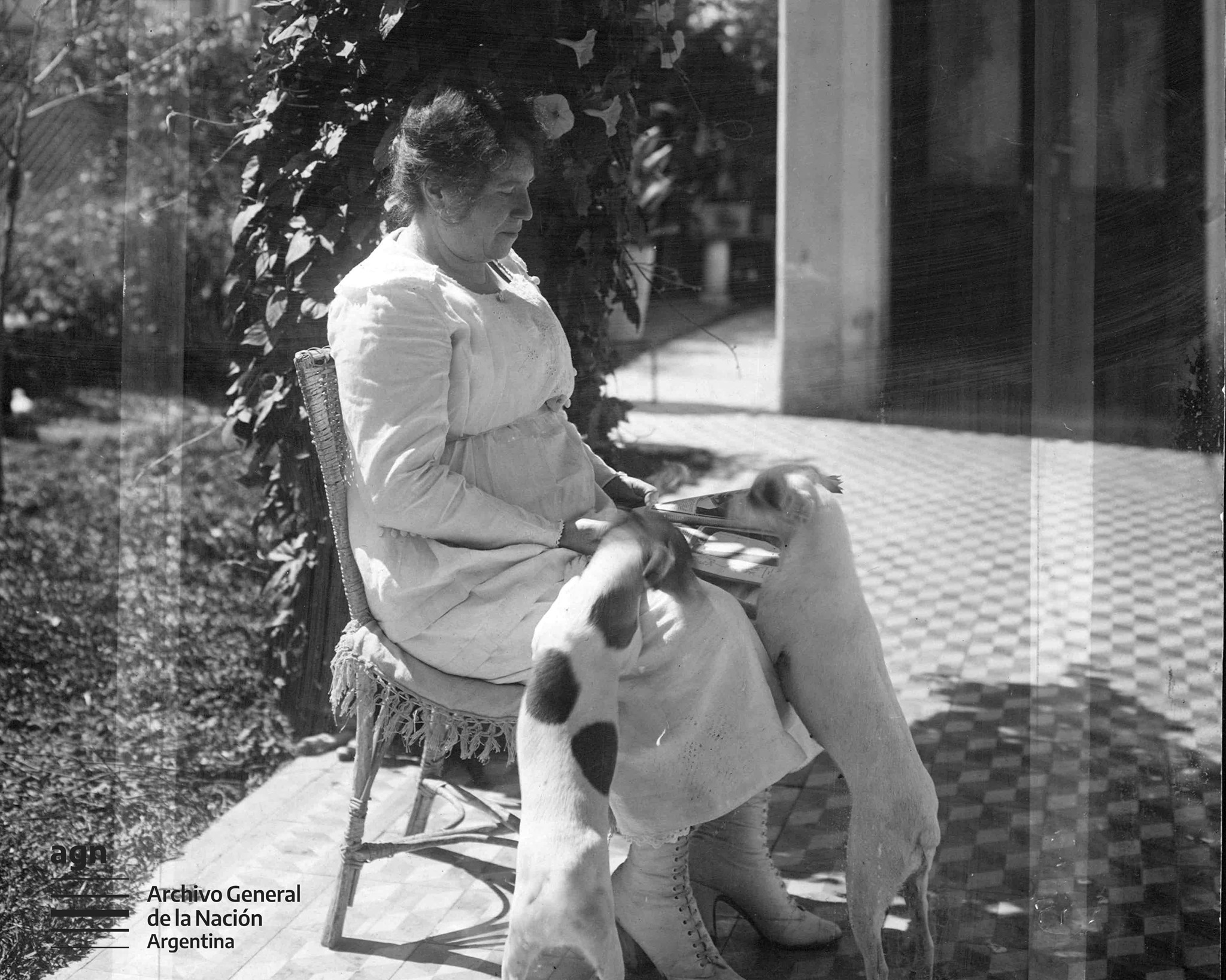
Julieta en la intimidad de su hogar

El incidente mortal, rotulado como accidente por la policía, fue cuestionado por la cronista y escritora Adelia Di Carlo, en El Mundo. La noticia se publicó varios días con los detalles del siniestro, incluso el hecho de que el informe policial había tachado el nombre y vehículo del conductor; y que el hombre, David Klapenbach, era miembro del grupo paramilitar de extrema derecha Liga Patriótica Argentina y había cometido numerosos asesinatos. La casa de Di Carlo fue allanada por personal de civil de la Policía de la Capital Federal tras la publicación de estos datos.  Se ha conjeturado sobre la posibilidad de un acto intencional ya que el conductor pertenecía a un sector tradicional, pero es muy difícil sostener la hipótesis de un crimen preparado.
Su muerte, que terminó con su lucha pero no con su memoria, ocurrió en años de abolición de derechos sociales y políticos, durante la presidencia de facto del general golpista José Félix Uriburu.

## Honores
Existen dos libros biográficos sobre Lanteri, de las periodistas de investigación Araceli Bellota y Ana María De Mena, respectivamente:
- Julieta Lanteri: La pasión de una mujer
- Mural en Berazategui, ArgentinaPalomita Blanca, en 2001.[15][16]

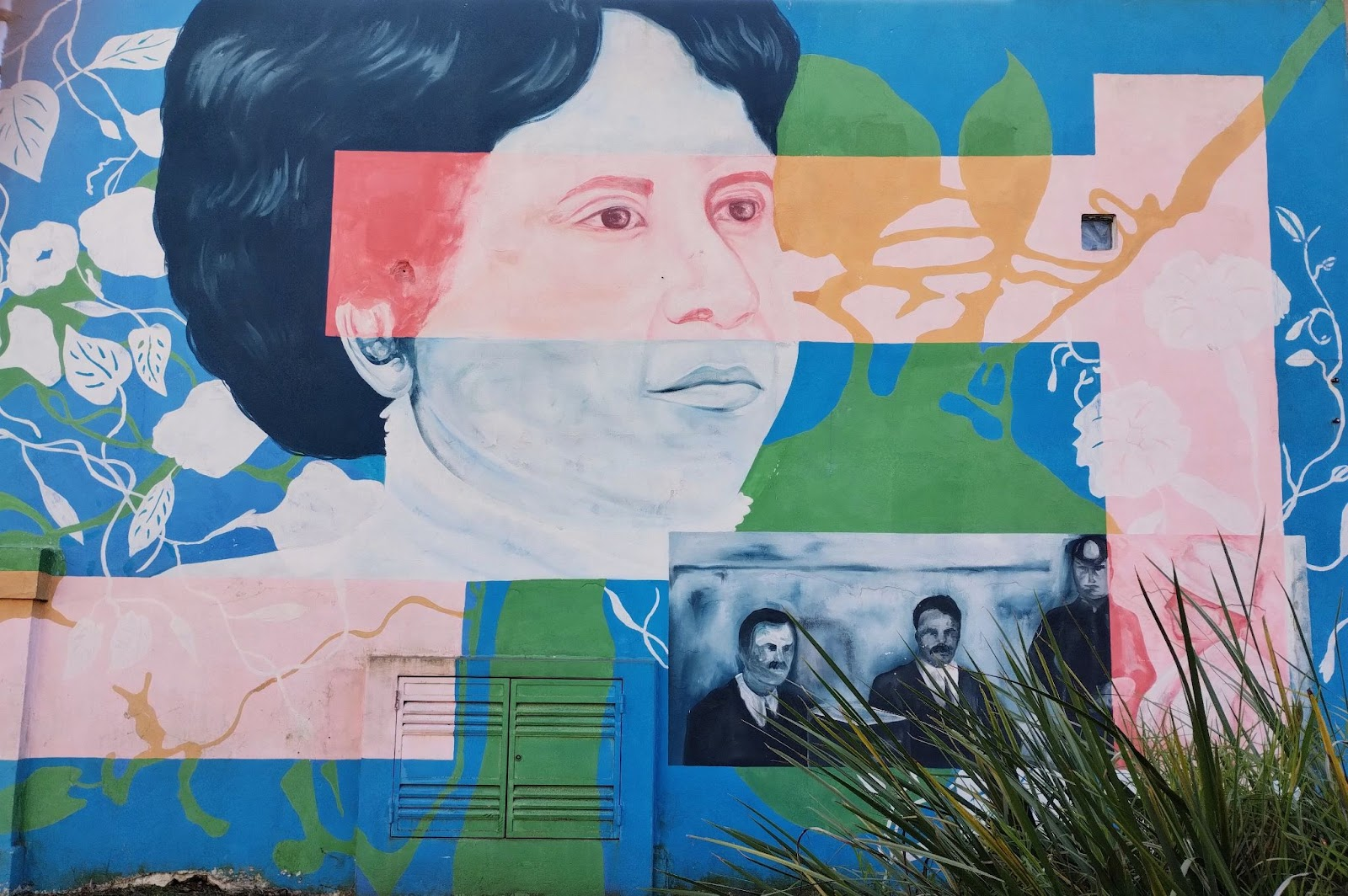
Mural en Berazategui, Argentina

- Una calle en Puerto Madero,[18] una escuela en la ciudad de San Juan y una escuela media de Berazategui (Escuela Media N.º 10), además de varias entidades con su nombre la recuerdan y homenajean.
- Calle en Berazategui: a partir de 2019 la Avenida 21 pasó a llamarse como la reconocida doctora.
- En 2000, el Gobierno de la Ciudad de Buenos Aires convocó a varias ONG para elegir las mujeres más destacadas de todo el siglo XX, siendo Lanteri una de las dieciocho elegidas.
- Desde 2010, el Museo Histórico de Berazategui, en el mes de la mujer, realiza la entrega de la "Distinción Dra. Julieta Lanteri" a mujeres destacadas de la comunidad de Berazategui, a modo de homenaje de quien fuera vecina de dicha ciudad entre los años 1920 y 1932, año en que muere.
- En 2012 la escuela de enseñanza secundaria orientada N.º 570, de la ciudad de Rosario (Santa Fe) toma el nombre de Julieta Lanteri.[19]

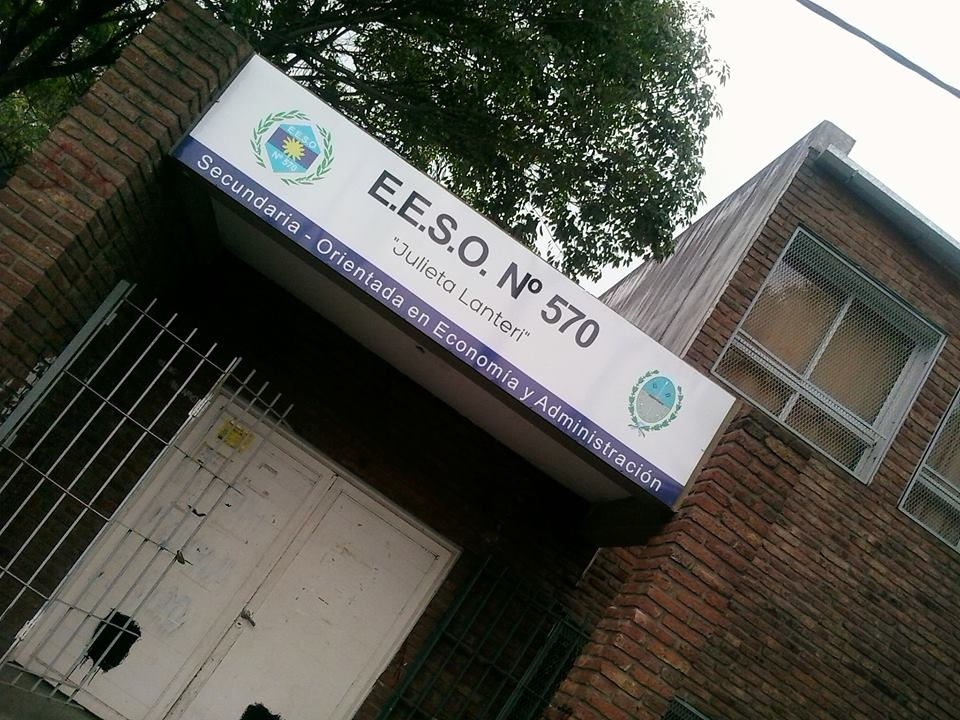
Fachada de la escuela N.º 570 de Rosario

- La Universidad Nacional Arturo Jauretche nombró a uno de sus aularios Julieta Lantieri.[20]
- Un sello del Estado Argentino la conmemora.
- La estación Facultad de Derecho de la línea H del subterráneo de Buenos Aires lleva su nombre.[21][22]
- La escuela secundaria Nro23 de La ciudad de Tortuguitas tomó su nombre.
- Mural en Berazategui, sitio donde residió.